# Седенио, Мейчел
Мейчел Седенио (англ. Machel Cedenio, (род. 6 сентября 1995 года) — легкоатлет из Тринидада и Тобаго, который специализируется в беге на 400 метров. Чемпион мира в эстафете. Участник Олимпийских игр 2016 и 2020 годов.

## Карьера
Первый крупный успех пришел к Седенио в 2014 году, когда он одержал победу на Чемпионате мира среди юниоров в американском Юджине на дистанции 400 метров. С тех пор она стала для спортсмена коронной. Через год Седенио неплохо выступил на Панамериканских играх в Торонто, завоевав золото в эстафете 4×400 метров и бронзу в индивидуальных соревнованиях.
На Олимпийских играх в Рио-де-Жанейро тринидадец был одним из фаворитов на своей дистанции. В предварительных забегах он показал второй результат, а в полуфинале - третий. Однако в решающем забеге Седенио с личным рекордом 44,01 оказался в шаге от пьедестала.
Через год спортсмен вместе со своими соотечественниками стал чемпионом мира в эстафете 4×400 метров на первенстве планеты в Лондоне.